# 豊永彩理乃
豊永 彩理乃（とよなが さりの、2007年4月9日 - ）は、愛媛県を拠点に活動する女優。愛媛県出身。ICING ACT所属。150㎝。

## 来歴
小学5年生でお芝居を始める。以後、ミュージカルを中心に多数の作品に出演。

## 出演

### テレビドラマ
- 「パパとなっちゃんのお弁当」（日本テレビ）

### 映像作品
- 大一ガスPresents「かなしきデブ猫ちゃん実写版 スピンオフ作品『まるっと愛媛〜マルとアンナの愛顔道中〜』」（文化庁 令和二年度 戦略的劇術文化創造推進事業 JAPAN LIVE YELL Project）
- DVD・YouTube『Dream are infinite』（愛媛県教育委員会）

### ミュージカル
- ミュージカル「明日を信じて」（東温市／作・演出：忠の仁）
- ミュージカル「レジェンド オブ 坊っちゃん劇場」（ジョイアート・東温アートヴィレッジセンター）
- ミュージカル「レジェンド オブ 坊っちゃん劇場vol.2」（同上）
- ミュージカル「紫電改〜君がくれた紫のマフラー」（南海放送）
- ミュージカル「夢の四国新幹線〜タイムトラベラー〜」（テレビ愛媛）
- ミュージカル「Flying Girl（フライングガール）〜日本初の女性パイロット・兵頭精物語〜」（南海放送）
- 東温市誕生20周年記念　ミュージカル「人と川と祈りと」脚本・演出：大杉 良（愛媛県東温市）

### 舞台
- 「愛媛のミンナで民話芝居」（文化庁 JAPAN LIVE YELL Project）
- 「天国のシロ」（テレビ愛媛・愛媛県教育委員会）
- 「はじめの第一歩」（テレビ愛媛・愛媛県教育委員会）
- 舞踊交響詩「古事記　一粒萬倍　A SEED 愛媛の女神と五穀豊穣の物語」（作・演出：松浦 靖）
- 伊予の国シェイクスア 第二弾「夏の夜の夢」（作・演出：斎藤 かおる）

### イベント
- 「道後温泉夏祭り2022」
- 「響け!! 言霊 ❝ことばのがっしょう❞ 群読コンクール」（松山市・松山市教育委員会）
- 「カルスポフェスタ」（松山市文化・スポーツ振興財団）
- 「えひめフラットシアターフェスティバル2023」（愛媛県総合文化祭実行委員会）
- 「松山春まつり 大名武者行列（2024）」（お城まつり実行委員会）

### その他
- かなしきデブ猫ちゃん公式テーマソング『空よりもまだ青く』MV（南海放送・坊っちゃん劇場）